# Cantorchilus modestus
La ratona modesta (Cantorchilus modestus), también conocida como chivirín modesto o cucarachero modesto, es una especie de ave paseriforme de la familia Troglodytidae. En la actualidad pertenece al género Cantorchilus, anteriormente al género Thryothorus.
Es nativo de México, Belice, Guatemala, El Salvador, Honduras, Nicaragua, Costa Rica y Panamá. Su hábitat natural es el bosque tropical y subtropical.